# 神諭之戰
《神諭之戰》，中国大陆运营名为“魔法之门”，是一款由台灣台中思維工坊開發的中古奇幻風格大型多人線上角色扮演遊戲（MMORPG）。
《神諭之戰》的「雙職業系統」，提供玩家可以自由選擇主、副職業，同時享有兩個職業各自所擁有的特色技能，透過技能上的互相補足，讓角色能力發揮的更加完善，也讓原本單一的普通職業獲得更多不同性質的玩法，創造屬於自己的特色職業。
目前此遊戲在台灣、中國、美國、英國、德國、日本、南韓、巴西、土耳其、越南、俄羅斯、法國、印尼、西班牙等國家營運。

## 歷史
2008年由德國Frogster公司代理西方市場，上市後兩個月即擁有百萬會員，一度成為歐洲線上遊戲銷售排行榜冠軍。2009年10月《神諭之戰》在台灣開始進行公開測試及正式營運。2010年開放結緍系統，包括同性結婚，是最早允許同性結緍的大型多人線上遊戲之一。2012年遊戲橘子公司結束在台灣的代理營運，之後由思維工坊接續自行營運。2021年6月由樂意傳播再次公測營運。

## 參照
1. ↑  Wesley Yin-Poole. . VideoGamer. 2010-04-13  [2016-10-15]. （原始内容存档于2019-08-19）.
2. ↑  .   [2012-10-02]. （原始内容存档于2013-05-10）.
3. ↑  巴哈姆特. . 巴哈姆特電玩資訊站.   [2023-04-25]. （原始内容存档于2023-07-25）.

## 外部連結
- （繁體中文）台灣官方網站 (新-思維工坊)
- （繁體中文）台灣官方Facebook (新-思維工坊) （页面存档备份，存于）
- （简体中文）中國大陸官方
- （英文）國際官方網站 （页面存档备份，存于）